# Menden
Menden (Sauerland) er en by i Tyskland i delstaten Nordrhein-Westfalen med cirka 55.000 indbyggere. Byen ligger i Kreisen Märkischer Kreis i nordenden af Sauerland nær floden Ruhr.

## Historie
Den første kirke i Menden blev bygget i 800-tallet. Fra 1180 blev området omkring Menden en del af Köln-området, men eftersom det lå ved grænsen til jarldømmet Mark, blev der ofte kæmpet om det. I 1276 fik Menden byrettigheder. Industrialiseringen startede tidligt, i 1695 blev produktionen af nåle den første industri, senere efterfulgt af kalkstensprodukter som cement. I 1816 blev Menden en del af Preussen efter at have været under Hessen i 13 år. I 1975 blev byen slået sammen med flere tidligere selvstændige kommuner.